# Hinter Gleinsgelesberg
Das Gebiet Hinter Gleinsgelesberg ist ein vom Landratsamt Münsingen am 31. Mai 1955 durch Verordnung ausgewiesenes Landschaftsschutzgebiet auf dem Gebiet der Gemeinde Hayingen.

## Lage
Das nur gut 6 Hektar große Landschaftsschutzgebiet liegt etwa 2 Kilometer nordöstlich des Pfronstettener Ortsteils Aichelau und 2 km südwestlich des Hayinger Stadtteils Ehestetten an der Grenze der beiden Gemeinden. Es gehört zum Naturraum Mittlere Flächenalb.
Geologisch stehen Dolomit-Formationen des Unteren Massenkalks des Oberjura an.

## Landschaftscharakter
Das Landschaftsschutzgebiet ist vollständig mit Sukzessionswald bewaldet, der auf einer ehemaligen Schafweide stockt.

## Zusammenhängende Schutzgebiete
Im Süden schließen die Landschaftsschutzgebiet Öde am Gleißenberg und Klessenbergtrieb an.